# Bohal
Bohal (Bohal trong tiếng Bretagne) là một xã ở tỉnh Morbihan trong vùng Bretagne tây bắc Pháp. Xã này có diện tích 8,45 km², dân số năm 1999 là 501 người. Khu vực này có độ cao từ 17-90 mét trên mực nước biển.
Cư dân của Bohal danh xưng trong tiếng Pháp là Bohalais.